# 周鑣
周鑣（？—1645年），字仲馭，南直隸鎮江府金壇縣人，明朝政治人物。

## 生平
雲南左布政使周泰峙子。天啟四年（1624年）甲子科應天鄉試第一名舉人（解元），崇禎元年（1628年）戊辰科進士。授南京戶部主事，因丁憂去職。服闋，授南京禮部主事。上疏極論內臣、言官二事，言辭激烈，被崇禎帝怒斥為民，從此名聞天下。
崇禎十五年（1642年）起為禮部主事，升郎中，為吏部尚書鄭三俊所倚。但其為人好名，文過飾非，被兵科右給事中韓如愈彈劾罷歸。
福王朱由崧在南京即位，改元弘光。因周鑣與呂大器、姜曰廣、雷縯祚曾議立潞王朱常淓，而且周鑣曾得罪阮大鋮，與從弟周鍾、雷縯祚同被下詔獄，周鑣與雷縯祚被勒令自盡，周鍾棄市。